# 한산후
한산후 왕윤 또는 왕균(漢山侯 王昀, 생몰년 미상)은 고려의 왕족이다. 선종과 원신궁주의 아들이다.

## 생애

### 가계
고려의 제13대 왕 선종과 선종의 제3비 원신궁주의 아들로, 생몰년은 불분명하다. 성은 왕, 이름은 윤 또는 균(昀), 본관은 개성이다. 순종과 숙종 등의 조카이며, 헌종과는 이복 형제간이자 외가로 6촌간이 된다.
한산후의 생모 원신궁주는 인천 이씨 출신이며, 이자연의 손녀딸이자 이정의 딸로 이자의와 남매간이다. 문종비 인예왕후는 원신궁주의 시어머니이자 고모이다.

### 왕자 시절
헌종 즉위 후인 1094년(헌종 즉위년) 음력 6월 30일 수사도의 관직을 받았다.
당시 헌종은 나이가 어려 모후 사숙왕후가 정사를 대신 처결하였다. 이로 인해 정국이 안정되지 못하자, 한산후의 외숙 이자의가 왕윤을 왕위에 앉히려는 역모를 꾸몄다가 왕윤의 숙부 계림공(훗날의 숙종) 일파에게 발각되고 말았다. 당시 이자의는 무뢰배들을 모아놓고 말하기를, "지금의 임금(헌종)은 병이 있어 궁궐 바깥에서 왕위를 엿보는 자가 있으니, 너희들은 한산후를 받들어 신기)를 다른 이에게 가지 못하게 하라." 라고 하였으며, 궁궐에 군사를 모아놓고 거사를 일으키려고 하였다. 그러나 이내 계림공이 이를 알아채고 소태보에게 이 사실을 알렸으며, 소태보는 왕국모에게 군사를 거느리고 궁궐로 들어오게 하였다. 결국 이자의는 계림공 일파에 의해 곧바로 살해당하고, 왕윤의 어머니 원신궁주와 왕윤 등은 경원군(지금의 인천광역시)으로 유배를 가야 했다.
한편 유배를 간 후 왕윤의 여생에 대해서는 《고려사》 등에 기록이 남아있지 않아 자세히 알 수 없다.

## 기타
경기도 파주시 광탄면에 있는 대한민국의 보물 제93호 용미리 석불입상에는 왕윤과 관련된 다음의 전설이 전해내려 온다.
왕윤의 어머니 원신궁주는 입궁 초기 아이를 낳지 못하여 고민하고 있었다. 그러던 어느 날 원신궁주의 꿈에 두 도승이 나타나더니, "우리는 장지산 남쪽 기슭 바위 틈에 사는 사람들인데 배가 몹시 고프니 먹을 것을 달라" 고 하고는 이내 사라졌다. 한편 꿈에서 깬 원신궁주는 이를 이상하게 여기고 선종에게 고하였다. 선종은 즉시 장지산 쪽에 사람을 보내어 알아보았는데, 다녀온 자가 보고하기를, "장지산 아래쪽에 커다란 바위 두개가 나란히 서 있다." 고 하였다. 이에 선종은 두 바위에 원신궁주의 꿈에 나타난 두 도승을 새겨넣게 하고, 인근에 절을 지어 불공을 드리게 하였다. 그러자 얼마 안 되어 원신궁주가 임신을 하고 아들을 낳았는데, 이때 태어난 아들이 곧 왕윤이었다는 것이다.
그러나 해당 불상은 정작 조선 시대에 세워진 것으로 보이며, 이를 증명하는 1471년(조선 성종 2년)에 쓰여진 조성문이 남아있다. 이를 두고 동국대학교의 교수 이한성은, "조카의 왕위를 찬탈한 조선 세조의 이야기를, 역시 조카의 왕위를 찬탈했던 고려 숙종의 이야기에 빗대어 그 속내를 표현하고자 한 것은 아니었을까"라는 추측을 하기도 하였다.

## 가족 관계
- 조부 : 제11대 문종(文宗, 1019~1083, 재위:1046~1083)
- 조모 : 문종 제2비 인예왕후(仁睿王后, ?~1092)
  - 아버지 : 제13대 선종(宣宗, 1049~1094, 재위:1083~1094)
- 외조부 : 이정(李頲, 1025~1077)
  - 어머니 : 선종 제3비 원신궁주(元信宮主, 생몰년 미상)
  - 외숙부 : 이자의(李資義, ?~1095)